# 호기심 대장 포코요
《호기심 대장 포코요》(스페인어: Pocoyó)은 스페인의 어린이 텔레비전 시리즈로 2005년까지 라 2와 영국의 클랜 TVE로 방송된 애니메이션이다.

## 개요
영국과 스페인의 합작 애니메이션. 한국에서는 영국 애니메이션으로 잘 알려져 있다. 또한 포코요라는 이름의 어감 때문에 일본 합작이라고 오해받을 때도 있으나 제작에 참여한 일본인은 없다.

## 등장인물
- 포코요 - 성우는 박소라 / 정윤정 / 호시노 아몬. 아동용 애니메이션에서 흔하게 볼 법한 성격의 주인공으로 가끔씩 해외 사우스 파크 팬덤에 서 크레이그 터커와 닮은 외모로 회자되기도 한다. 옷은 온통 긴팔인데 여름에도 저 차림새다.
- 패토 - 노란색 수컷 오리. 민첩하고 소심하며 조심성이 많다. 어째 이 녀석을 떠오르게 한다.
- 엘리 - 분홍 코끼리. 힘이 세고 약간 다혈질이라 화를 잘 낸다.
- 룰라 - 포코요의 암컷 반려견. 종은 비글이다.
- 코코버디 - 청록색 암컷 새. 몇몇 에피소드에서 나오는데 대부분 잠만 자며, 수컷 새끼가 있다.
- 문어 프레드 - 수컷 문어지만 다리가 4개고 빨판도 없으며, 주로 물 밖에서 생활한다.
- 해설 - 성우는 홍성헌 / 스티븐 프라이 / 쿠도 시즈카.

## 국내 방영
2006년 8월 28일부터 2007년 2월 23일까지 중후반 EBS에서 전체 관람가 심의에 더빙을 거쳐 방송되었으며, 2010년 2월 22일부터 2011년 2월 22일까지 1차로 재방송되었고, 2011년 9월 2일부터 2012년 2월 24일까지 2차로 재방송되었고, 방송 이후 VHS와 DVD도 발매되었다. 또한 대교어린이TV와 투니버스에서도 방송되었다. 해외에서는 현재까지도 계속 새로운 에피소드가 방영되고있지만 한국에서는 시즌 1을 끝으로 종영하였다.

## 기타
- 해설을 제외하고 거의 다 말을 하지 않는다. 포코요는 아직 어린아이라 구사할 수 있는 단어도 별로 없어서 오프닝 때 친구 소개할 때가 제일 말이 많다.
- 영국 애니메이션이지만, 가끔씩 자동차나 열차가 나오는 에피소드를 보면 우측통행이고, 자동차도 좌핸들이다. 게다가 스쿨버스가 나온 에피소드에서도 차량의 디자인이 미국이나 캐나다 스쿨버스에 가깝다.

### 1
Umbrella, Umbrella
Drum Roll Please
Swept Away
Who's on the Phone
A little cloud
A present for Elly
Pocoyo Dance
The Big sneeze
A Mystery Most Puzzling
Hush
Double bubble
The Key To It All
Keep Going Pocoyo!
Sleepy bird's surprise
Where's Pocoyo
Drummer boy
The Great Race
Don't Touch
Mystery footprints
Magical Watering Can
Table for Fun
Twinkle, Twinkle
Hiccup!
Pato's Postal Service
The Puppy Love
Bat & Ball
Elly Spots
Up Up & Away
A Surprise for Pocoyo
Having a Ball
Super Pocoyo
Let's Go Camping
Pocoyo, Pocoyo
Elly's big chase
Pocoyo gets it right
Juggling Balls
Fussy Duck
A Dog's Life
Pocoyolympics
Picture This
Whale's birthday
Pocoyo's Little Friend
Colour my world
Bed time
A Little Something Between Friends
Giggle Bug
What's in the box
Musical Blocks
Paint me a picture!
Elly's doll
Wackily Ever After

### 2
Mr. Big Duck
Guess what
All For One
Band of Friends
Upside Down
Mad Mix Machine
The messy guest
New on the Planet
Pocoyo's Present
Elly's Ballet Class
Pocoyo's Balloon
Who's' Calling Me Now
Big scary slide
Elly's Shoes
Duck Stuck
Scary Noises
Not in my Backyard
The Vamoosh on the Loosh
Detective Pocoyo
Scooter Madness
Lost in Space
Boo!
Party pooper
My Pato!
Baby Bird Bother
Dirty Dog
The Seed
Runaway Hat
Invisible Pocoyo
Noise To My Ears
Baby Bird Sitting
Everyone's Present
Magic act
Picnic puzzle
Pocoyo's Puppet Show
Pato's egg
Dance off!
Get lost loula
Sneaky Shoes
Shutterbug
Angry alien
Pato Underwater
Pato's paintings
Monster Mystery
Poczilla!
Elly on Ice
Farewell Friends
Double trouble
Horse!
Elly's Tea Party
Talent show
Remember when...